# André Hoffmann (schaatser)
André Hoffmann (Oost-Berlijn, 11 augustus 1961) is een voormalig Duits langebaanschaatser. Hij won goud bij de Olympische Winterspelen van 1988 in Calgary op de 1500 meter.

## Records

### Persoonlijk records
| Afstand      | Tijd     | Datum            | Baan    |
| ------------ | -------- | ---------------- | ------- |
| 500 meter    | 37,40    | 25 maart 1983    | Medeo   |
| 1000 meter   | 1.13,82  | 22 maart 1986    | Medeo   |
| 1500 meter   | 1.52,06  | 20 februari 1988 | Calgary |
| 3000 meter   | 4.03,31  | 12 januari 1985  | Davos   |
| 5000 meter   | 6.56,25  | 23 maart 1984    | Medeo   |
| 10.000 meter | 15.00,43 | 24 maart 1984    | Medeo   |

### Wereldrecords
| Nr. | Afstand         | Tijd    | Datum            | Baan    |
| --- | --------------- | ------- | ---------------- | ------- |
| 1.  | 3000 meter      | 4.03,31 | 13 januari 1985  | Davos   |
| 2.  | Kleine vierkamp | 161,158 | 13 januari 1985  | Davos   |
| 3.  | 1500 meter      | 1.52,06 | 20 februari 1988 | Calgary |

## Resultaten
| Jaar | EK Allround | Olympische Spelen            | WK Allround | WK Sprint |
| ---- | ----------- | ---------------------------- | ----------- | --------- |
| 1982 | 14e         |                              | -           | -         |
| 1983 | NC19        |                              | NC22        | -         |
| 1984 | -           | 11e 500m 5e 1000m 11e 1500m  | -           | -         |
| 1985 | 5e          |                              | NC19        | 13e       |
| 1986 | 8e          |                              | NC20        | -         |
| 1987 | -           |                              | -           | 19e       |
| 1988 | -           | 21e 500m · 15e 1000m · 1500m | -           | 24e       |
| 1989 | -           |                              | -           | -         |
| 1990 | -           |                              | -           | 24e       |

- = geen deelname
NC# = niet gekwalificeerd voor de laatste afstand, maar wel als # geklasseerd in de eindrangschikking

### Medaillespiegel
| kampioenschap     | goud | zilver | brons |
| ----------------- | ---- | ------ | ----- |
| EK Allround       | 0    | 0      | 0     |
| Olympische Spelen | 1    | 0      | 0     |
| WK Sprint         | 0    | 0      | 0     |

1924: Clas Thunberg ·
1928: Clas Thunberg ·
1932: Jack Shea ·
1936: Charles Mathiesen ·
1948: Sverre Farstad ·
1952: Hjalmar Andersen ·
1956: Jevgeni Grisjin/Joeri Michajlov ·
1960: Jevgeni Grisjin/Roald Aas ·
1964: Ants Antson ·
1968: Kees Verkerk ·
1972: Ard Schenk ·
1976: Jan Egil Storholt ·
1980: Eric Heiden ·
1984: Gaétan Boucher ·
1988: André Hoffmann ·
1992: Johann Olav Koss ·
1994: Johann Olav Koss ·
1998: Ådne Søndrål ·
2002: Derek Parra ·
2006: Enrico Fabris ·
2010: Mark Tuitert ·
2014: Zbigniew Bródka ·
2018: Kjeld Nuis ·
2022: Kjeld Nuis